# Yeniçağ
Yeniçağ (с тур. Yeni Çağ — «Новая эра») — турецкая ежедневная политическая газета. Основана 4 марта 2002 года в Стамбуле. Слоган: «Dünyayı Türkçe okuyun» (с тур. — «Читайте мир по-турецки»). Газета была основана на базе закрывшихся газет Kurultay, Günboyu, Dokuz Sütun. Первый номер Yeniçağ вышел 13 сентября 2022 года. 30 апреля 2022 года выпуск печатной версии газеты был прекращён по финансовым причинам. Сайт газеты продолжает работать.
В 2008 году Yeniçağ раскритиковала Ассоциацию журналистов Турции за присуждение награды Догану Озгюдену (соучредителю европейского фонда Info-Türk) и самого Озгюдена за её принятие, назвав его «армянским защитником», против которого было подано более 50 судебных исков. Вечером 8 декабря 2016 года штаб-квартира газеты в Стамбуле была разгромлена толпой нападавших в масках с дубинками и другим самодельным оружием после того, как проправительственные деятели раскритиковали редакционную линию газеты.